# Arrade cristatum
Arrade cristatum là một loài bướm đêm trong họ Erebidae.